# Archäologisch-naturkundlicher Wanderweg Lübeck

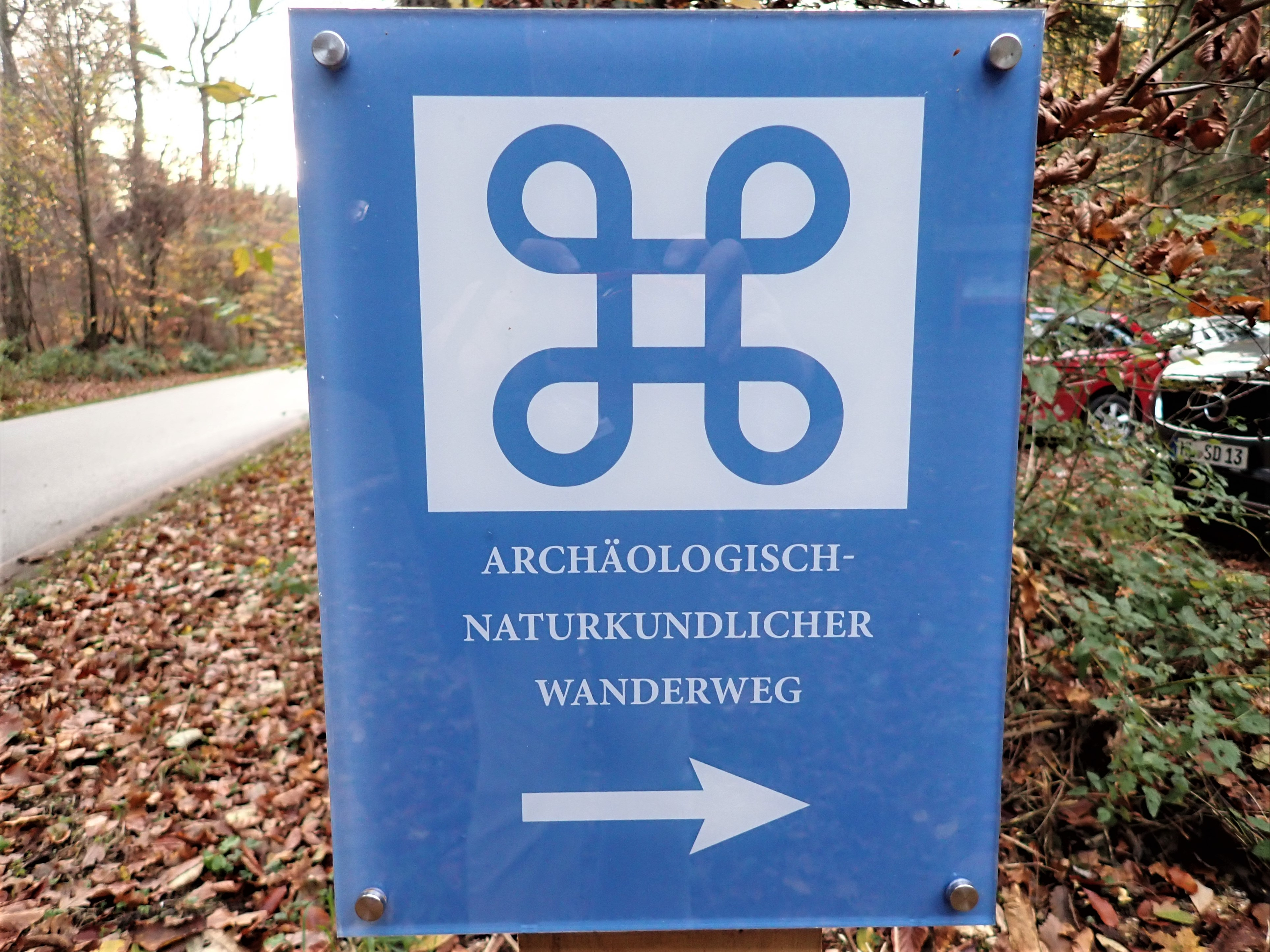
Hinweisschild auf Archäologisch-naturkundlichen Wanderweg Lübeck

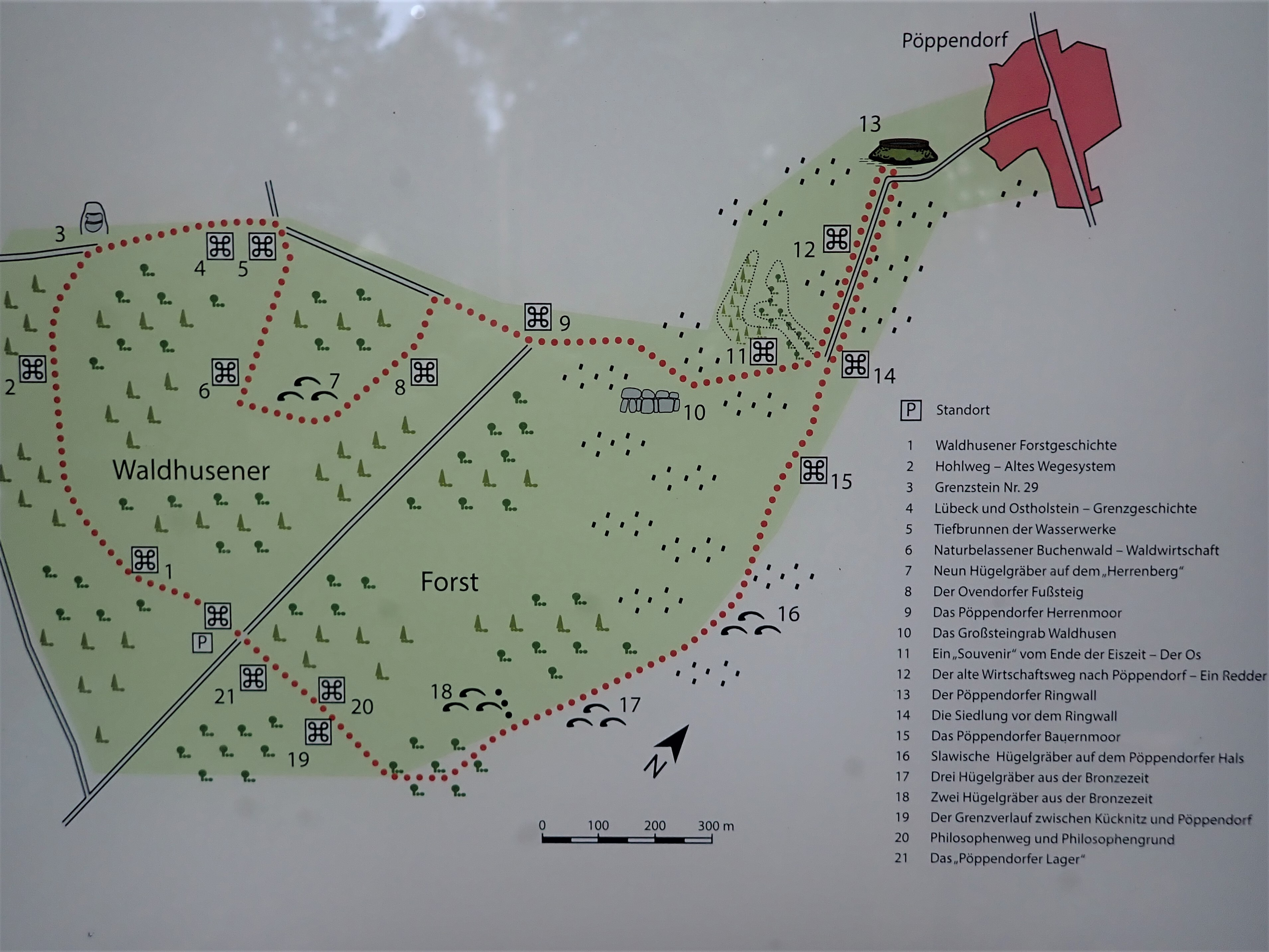
Stationen des Archäologisch-naturkundlichen Wanderwegs Lübeck

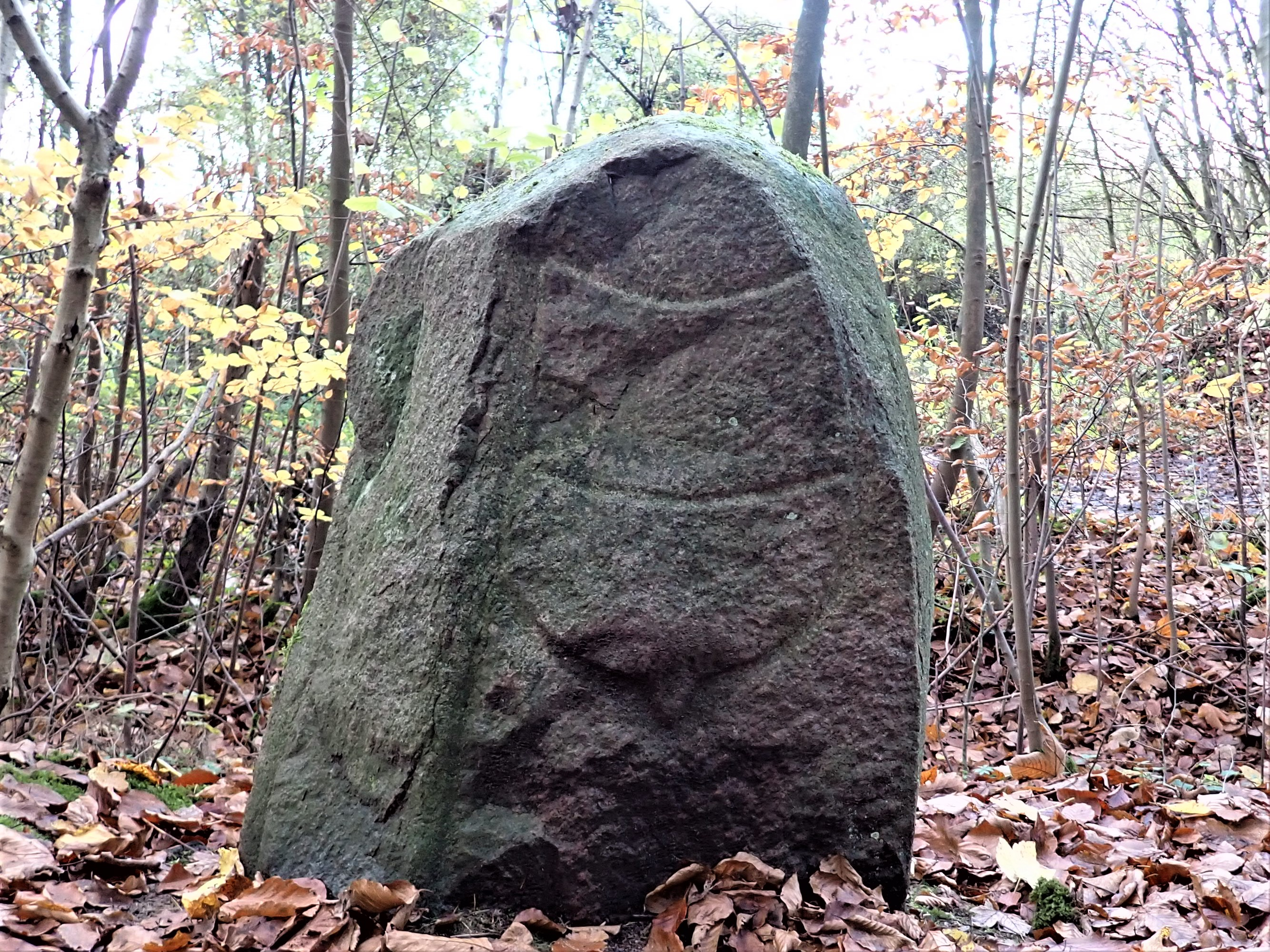
Grenzstein Nr. 29, Seite mit dem Lübecker Wappen

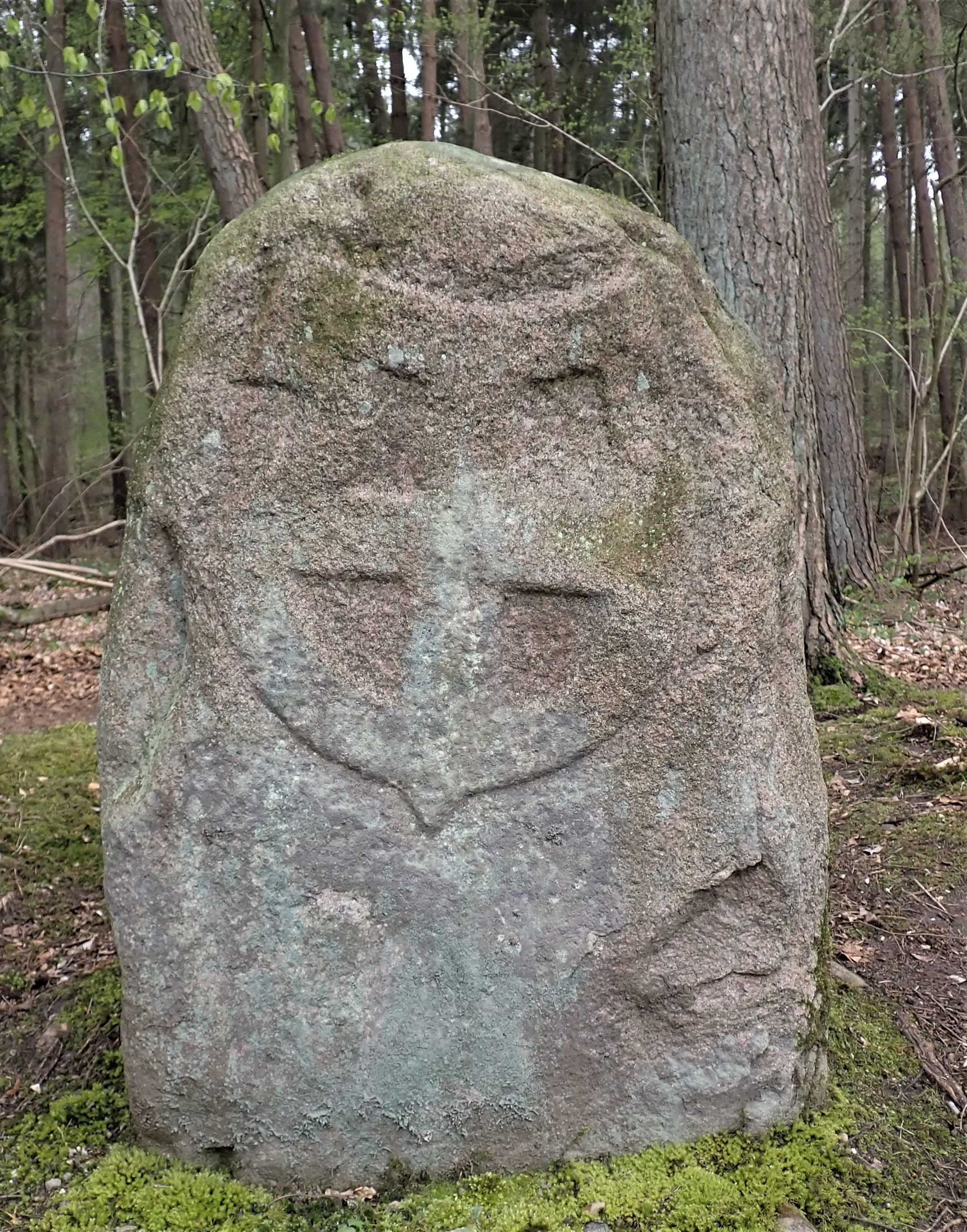
Grenzstein Nr. 29, ostholsteinische Seite

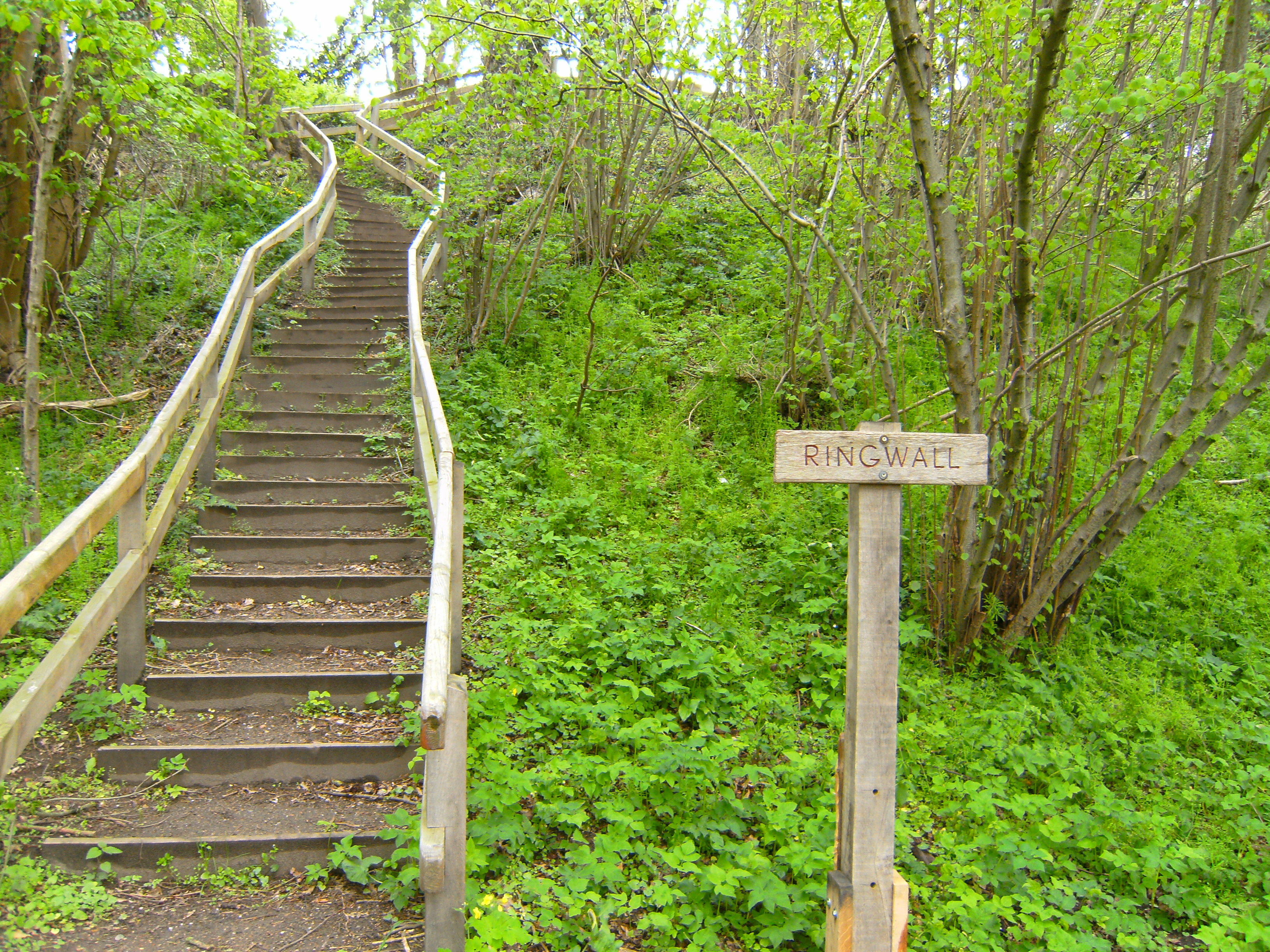
Pöppendorfer Ringwall südlich von Pöppendorf bei Lübeck. Stufen von der Straße zur Wallkrone

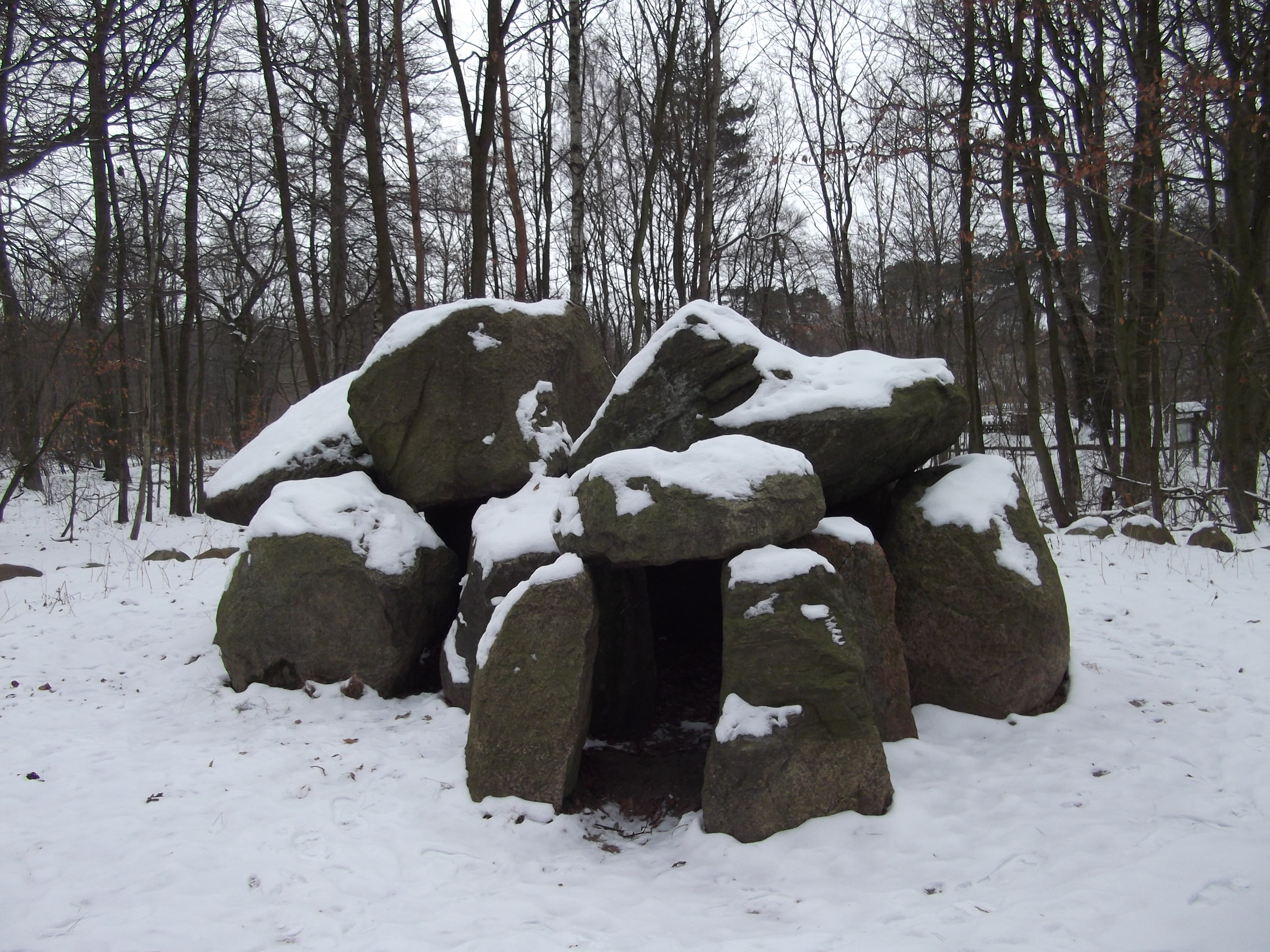
Pöppendorfer Großsteingrab

Der Archäologisch-naturkundliche Wanderweg im Waldhusener Forst im Nordosten Lübecks ist ein im Jahr 1995 eingerichteter, ca. 5,5 km langer Wanderweg. 21 Stationen zeigen archäologische und naturkundliche Zeugnisse von der Jungsteinzeit bis in die ersten Jahre nach dem Zweiten Weltkrieg.
Zu seinen Höhepunkten gehören der Pöppendorfer Ringwall und das Pöppendorfer Großsteingrab. Daneben führt der Weg u. a. an frühneuzeitlichen Grenzsteinen und an Fundamenten eines nach Ende des Zweiten Weltkriegs dort eingerichteten Flüchtlingslagers entlang. Die einzelnen Stationen werden durch Schautafeln des Amtes für Archäologische Denkmalpflege und des Stadtforstamtes erläutert.
Wie ein Hinweis zu Beginn des Wanderwegs offenbarte, war die Pflege des Wanderwegs und seiner Stationen durch die Hansestadt Lübeck zwischenzeitlich aus Kostengründen eingestellt worden, wurde nach einer Mitteilung in der Dezembersitzung 2018 des Kulturausschusses der Lübecker Bürgerschaft aber wieder aufgenommen.

## Stationen
Die Übersichtskarte am Beginn des Wanderwegs verweist auf folgende Stationen:
1. Waldhusener Forstgeschichte (mit Informationen über die im 18. Jahrhundert eingeleiteten Waldschutz- und Pflegemaßnahmen zur Vermeidung von Holzknappheit)
2. Hohlweg – Altes Wegesystem (im 19. Jahrhundert umgestellt, eine Karte zeigt die alten und die neuen Wege)
3. Grenzstein Nr. 29 (nach dem im Jahr 1804 geschlossenen Vertrag zur Kennzeichnung der Staatsgrenze zwischen der Freien und Hansestadt Lübeck und dem Großherzogtum Oldenburg), von ursprünglich 70 Grenzsteinen existieren noch 9, von denen 3 an ihrem ursprünglichen Ort stehen
4. Lübeck und Ostholstein – Gebietsgeschichte
5. Tiefbrunnen der Wasserwerke
6. Naturbelassener Buchenwald – Waldwirtschaft
7. Der Weg ins "Reich der Toten", Neun Hügelgräber auf dem „Herrenberg“ (aus der jüngeren Bronzezeit)
8. Der Ovendorfer Fußsteig
9. Das Pöppendorfer Herrenmoor (in einer vor 10000 Jahren von der Eiszeit geformten Senke, hier wurde bis 1925 Torf abgebaut)
10. Das Großsteingrab Steinhusen (ca. 5500 Jahre alt, 1843 wurde in einer ersten Ausgrabung der Erdhügel über dem Steingrab beseitigt)
11. Ein „Souvenir“ vom Ende der Eiszeit – Der Os (langer, wallähnlicher Hügelzug)
12. Der alte Wirtschaftsweg nach Pöppendorf – Ein Redder
13. Der Pöppendorfer Ringwall
14. Die Siedlung vor dem Ringwall
15. Das Pöppendorfer Bauernmoor (Teile des Moors wurden so intensiv abgetorft, dass sich eine große Wasserfläche gebildet hat)
16. Slawische Hügelgräber auf dem Pöppendorfer Hals (aus dem 8. bis 10. Jahrhundert)
17. Drei Hügelgräber aus der Bronzezeit (mit Informationen zu Waffen, Werkzeug, Schmuck und Musikinstrumenten)
18. Zwei Hügelgräber aus der Bronzezeit (mit Informationen zu Siedlungen, Landwirtschaft und Handel in der jüngeren Bronzezeit)
19. Der Grenzverlauf zwischen Kücknitz und Pöppendorf (Informationen zur Gebietsgeschichte und den kleinen Grenzwällen und dem Tordurchlass)
20. Philosophenweg und Philosophengrund (nach dem Lübecker Dichter Emanuel Geibel (1815–1884), der hier viel spazieren ging und zwei seiner Gedichte hier geschrieben haben soll)
21. Das Lager Pöppendorf (1945–1951), in dem in 150 Baracken bis zu 5000 Menschen gleichzeitig untergebracht waren